# 중잔구
중잔구(한국어: 중참구, 중국어: 中站区, 병음: Zhōngzhàn Qū)는 중화인민공화국 허난성 자오쭤 시의 현급 행정구역이다. 넓이는 124km2이고, 인구는 2007년 기준으로 120,000명이다.

## 행정 구역
10개 가도를 관할한다.
- 가도: 李封街道, 王封街道, 朱村街道, 冯封街道, 龙洞街道, 月山街道, 丹河街道, 许衡街道, 府城街道, 龙翔街道.